# Microplàstic

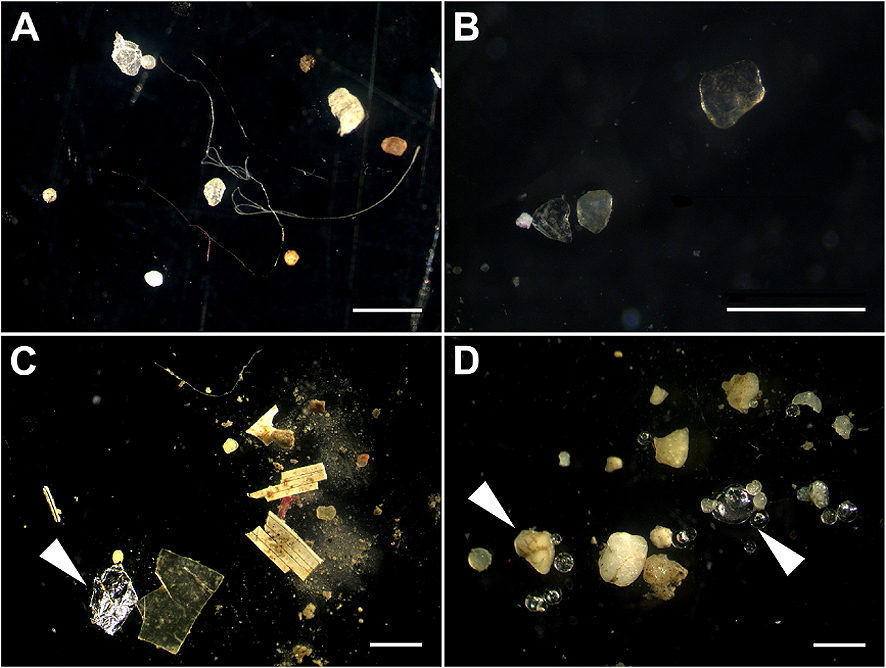
Microplàstics en sediments dels rius

Els microplàstics són petits trossos poc visibles de plàstic que entren i contaminen el medi ambient. Els microplàstics no són un tipus específic de plàstic, sinó qualsevol tipus de trosset de plàstic que sigui inferior a cinc mil·límetres segons la National Oceanic and Atmospheric Administration (NOAA) dels EUA. Entren en ecosistemes naturals procedents de diverses fonts, incloent-hi, entre d'altres, cosmètica, vestimenta i processos industrials.
Actualment hi ha dues classificacions de microplàstics. Els microplàstics primaris són fragments de plàstic o partícules que ja tenen una mida de 5,0 mm o menys abans d'entrar al medi ambient. Aquests inclouen microfibres de roba, microesferes i pèl·lets de plàstic. Els microplàstics secundaris són microplàstics que es creen a partir de la degradació de productes plàstics més grans una vegada que entren al medi mitjançant processos de meteorització natural. Aquestes fonts de microplàstics secundaris inclouen ampolles d'aigua i refresc, xarxes de pesca i bosses de plàstic. Ambdós tipus es reconeixen que persisteixen en el medi ambient en alts nivells, particularment en els ecosistemes aquàtics i marins.

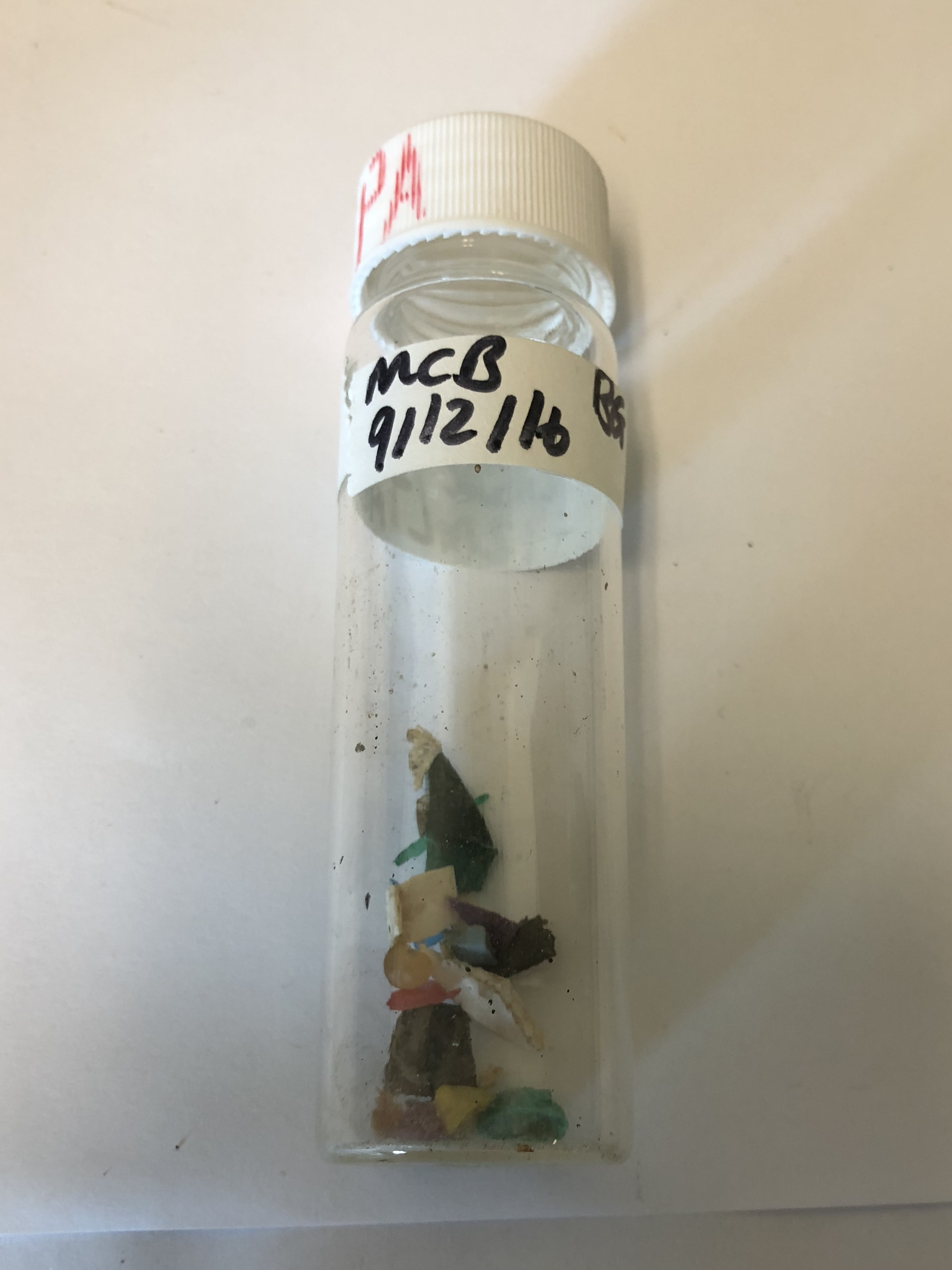
Imatge de mostres microplàstiques en un laboratori

A més, els plàstics es degraden lentament, sovint més de centenars sinó milers d'anys. Això augmenta la probabilitat que els microplàstics siguin ingerits, incorporats i acumulats en els cossos i teixits de molts organismes. Tot el cicle i el moviment dels microplàstics en el medi ambient encara no es coneix, però s'estan investigant sobre aquest tema. Si tenim en compte que els microplàstics també es troben en l'aire i els podem inhalar, les persones podríem acumular fins a 79.000 partícules de microplàstics a l'any.

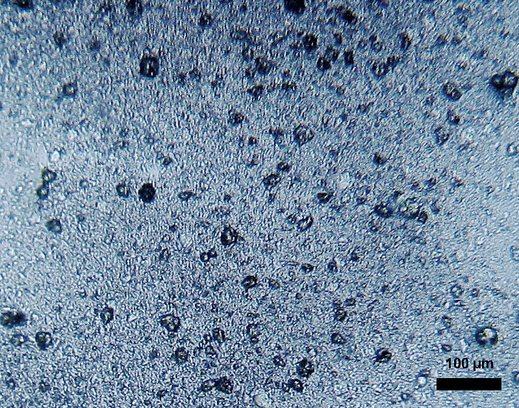
Microesferes basades en polietilè en pasta de dents

Malauradament, els microplàstics són habituals en el nostre món actual. L'any 2014, es va estimar que hi ha entre 15 i 51 bilions de trossets individuals de microplàstics en els oceans del món, i es calculen entre 93.000 i 236.000 tones.

## Efectes sobre la salut
Malgrat que l'OMS el 2019 va sol·licitar més investigacions sobre les microplàstiques en relació amb la salut humana arran dels resultats d'una anàlisi de les investigacions relatives a les microplàstiques en l'aigua potable i els riscos són cada vegada més evidents. Els éssers humans inhalen constantment microplàstiques i l'abundància més gran s'ha detectat en el teixit pulmonar, però també en les amígdales, en el flux sanguini, en la placenta, en l'aparell digestiu i en els ronyons.
Les microplàstiques sovint contenen additius químics com ftalats i bisfenol A (BPA), substàncies conegudes per ser interferents endocrins. Aquestes microplàstiques i els seus additius poden alterar l'eix hipotàlem-hipòfisi-gònades (HPG), un regulador crucial de la funció reproductiva. Estudis in vitro han demostrat a més que diverses nanopartícules de poliestirè poden induir estrès oxidatiu, apoptosi i autofàgia de manera dependent del context cel·lular i poden travessar els alvèols pulmonars, entrar a la sang i dipositar-se potencialment a tot el cos. Les microplàstiques ingerides poden travessar la barrera intestinal i difondre's a l'organisme, amb efectes pro-inflamatoris sobre el sistema immunològic i sobre el cervell. Considerant el paper ja confirmat de l'eix intestí-cervell en els processos neurodegeneratius, aquests resultats donen suport a la hipòtesi que aquest contaminant ambiental present arreu està contribuint a l'augment de malalties neurodegeneratives com Alzheimer i Parkinson. De fet, als ronyons, al fetge i al cervell s'han identificat fragments de polietilè, més que altres polímers. A més, les persones amb diagnòstic de demència han mostrat acumulacions encara més grans de microplàstiques en les cèl·lules immunitàries i en els vasos sanguinis del cervell.
El 2024 es va publicar el primer estudi que demostra una correlació entre microplàstiques i malalties en l'home. La presència de microplàstiques en les plaques dels vasos sanguinis determina un estat inflamatori que les fa més fràgils i fàcils d'entrar al torrent sanguini, bloquejant els vasos de diàmetre inferior i augmentant la probabilitat d'infarts miocardíacs i ictus cerebral. Les microplàstiques interfereixen també sobre tiroide, testicles i ovaris ja que, sobretot les partícules més petites, poden fàcilment transportar interferents endocrins, metalls pesants i substàncies químiques que s'acumulen en diverses parts del cos. Per exemple, en els nens exposats a ampolles de plàstic el nivell d'hormona TSH a la sang ha augmentat un 40%, demostrant un possible cansament de la tiroide. Un estudi del 2025 ha observat que sobre les microplàstiques de suro, goma i polietilè presents en els cursos d'aigua es concentren més que en altres zones bacteris patògens com E.coli, Klebsiella i Enterococcus, suggerint la funció de les microplàstiques de ser transportadors d'altres substàncies i microorganismes.

En els treballadors de fàbriques de polímers els trastorns respiratoris eren majors, a més aquestes microplàstiques, vehiculant substàncies tòxiques com el bisfenol A, interfereixen amb alguns processos hormonals i cel·lulars augmentant potencialment el risc de tumors als pulmons. Tanmateix, encara s'han d'aclarir les correlacions i els mecanismes moleculars específics. Les microplàstiques semblen reduir el calci intestinal i augmenten els enzims relacionats amb l'estrès oxidatiu, alterant els bacteris a l'intestí, reduint els gens que produeixen el moc protector de l'intestí i danyant la paret intestinal de peixos, ratolins i cucs nematodes.

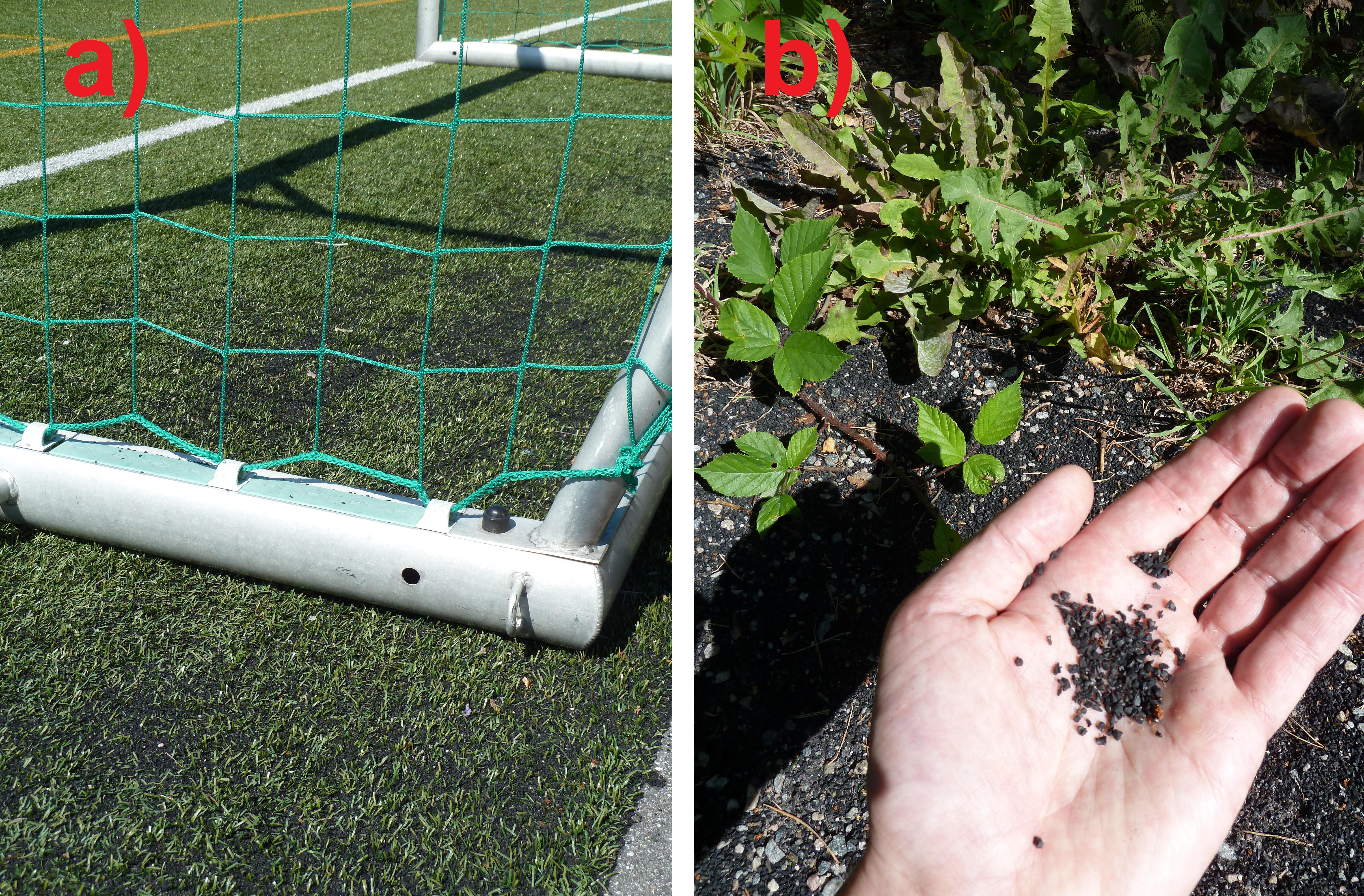
a) Camp de futbol de gespa artificial amb cautxú artificial usat pel terra per amortir. b) Microplàstics del mateix camp, arrossegats per la pluja, que es troben a la natura propera a un rierol.